# Bremgarten (distrikt)
Bremgarten är ett distrikt i kantonen Aargau, Schweiz.

## Geografi

### Indelning
Bremgarten är indelat i 22 kommuner:
- Arni
- Berikon
- Bremgarten
- Büttikon
- Dottikon
- Eggenwil
- Fischbach-Göslikon
- Hägglingen
- Islisberg
- Jonen
- Niederwil
- Oberlunkhofen
- Oberwil-Lieli
- Rudolfstetten-Friedlisberg
- Sarmenstorf
- Tägerig
- Uezwil
- Unterlunkhofen
- Villmergen
- Widen
- Wohlen
- Zufikon